# Gegants del Poblenou
El barrio del Pueblo Nuevo de Barcelona cuenta con una pareja de gegants i dos gegantons llevados por la Colla de los Gegants del Poblenou.

## Los Gegants, Maria y Bernat
Los Gegants, Bernat y Maria, son comprados en la tienda “ El Ingenio ” de Barcelona en 1953 por las parroquias del barrio y costaron 12.000 pesetas. De los moldes de los Gegants nacen más de 10 parejas, siendo obra del artesano Domènech Humbert, conocido con el apodo de “Mingo”.
Las primeras salidas por el barrio se llevaron a cabo la víspera y el día del Corpus Christi del mismo año 1953 acompañando al cortejo religioso que por aquellos tiempos se hacía. Son llevados por un grupo de estibadores del puerto que cobraban y pasaban la barretina para hacerlos bailar.
En julio de 1957, las figuras deben ser restauradas dado que el cuidado que tenían los portadores del puerto parece que no era muy adecuado. Se llevan a la tienda de origen, “ El Ingenio ”, y La restauración cuesta 3.000 pesetas (Diez, teniendo presente el precio de compra).
Hasta el año 1962, los Gegants salen y bailando sólo por la fiesta del Corpus. Pasado este año todo indica que dejan de salir, pero no hay ninguna documentación al respecto que indique los motivos.
Con la recuperación de la democracia, en 1980, un grupo de jóvenes del barrio procedentes mayoritariamente del Esplai Movi se enteran de la existencia de estos Gegants en el Pueblo Nuevo . Su afán por saber sobre la existencia de los Gigantes y su perseverancia les llevaron a descubrirlos en el interior de unos cajones grandes de madera en un lateral de la iglesia de Santa Maria del Taulat. Ni que decir tiene, que los encuentran bastante dañados.
En el mes de octubre de ese mismo año, vuelven a ir de nuevo a tienda “ El Ingenio ”, donde de nuevo son restaurados. El coste de la restauración se sufraga con una aportación económica procedente de La Caixa, coincidiendo con un recital que hace Joan Manuel Serrat con motivo de los 75 años de la creación de La Caixa.
A lo largo del tiempo, los Gigantes han sido restaurados en diferentes ocasiones, pasando por las manos de los artesanos Mingo Humbert, Carreras del Ingenio, Jordi Grau, Joan Aisa, para mantener las figuras en perfecto estado.
<br />No es hasta el año 1981 que vuelven a reaparecer en sociedad, concretamente vuelven a salir por el día ruego de Fiesta Mayor del barrio de Pueblo Nuevo . En esta ocasión quien se encarga de hacerlos bailar, son los Portadores de los Gegants de Arenys de Munt, que junto con los Gegants del Prat del Llobregat son los padrinos de Maria y de Bernat. También, durante la Fiesta Mayor de 1981, un grupo de jóvenes gigantes del barrio llevan las figuras hasta los fuegos de la playa. Al ver que los Gegants vuelven a llevar la fiesta al barrio, el párroco de Santa María toma la decisión de ceder las figuras a la recién creada Coordinadora de Entidades, dejando constancia de que en caso de que no se cuide de ellas volverían a depender de la iglesia.
No es hasta el 31 de enero de 1982 cuando son bautizados con los nombres de Bernat y Maria con una gran fiesta en el barrio; toman los nombres haciendo referencia a Santa Maria del Taulat y San Bernat Calbó. La primera casa que tuvieron fuera de la iglesia de Santa Maria fue un local adosado a Can Felipa teniendo por vecinos a los compañeros del grupo del Drac y los Diables del Poblenou.
Años más tarde, el 10 de mayo de 2009, son trasladados a su casa actual ubicada en Can Saladrigas, coincidiendo con la inauguración del Centro de Imagen Festiva del Poblenou donde tienen su sede conjuntamente con la Colla del Drac de Poblenou.
En 1995, la Colla de Gegants decide ampliar la familia.

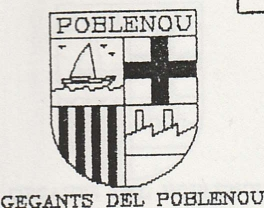
Escudo de los gegants del Poblenou

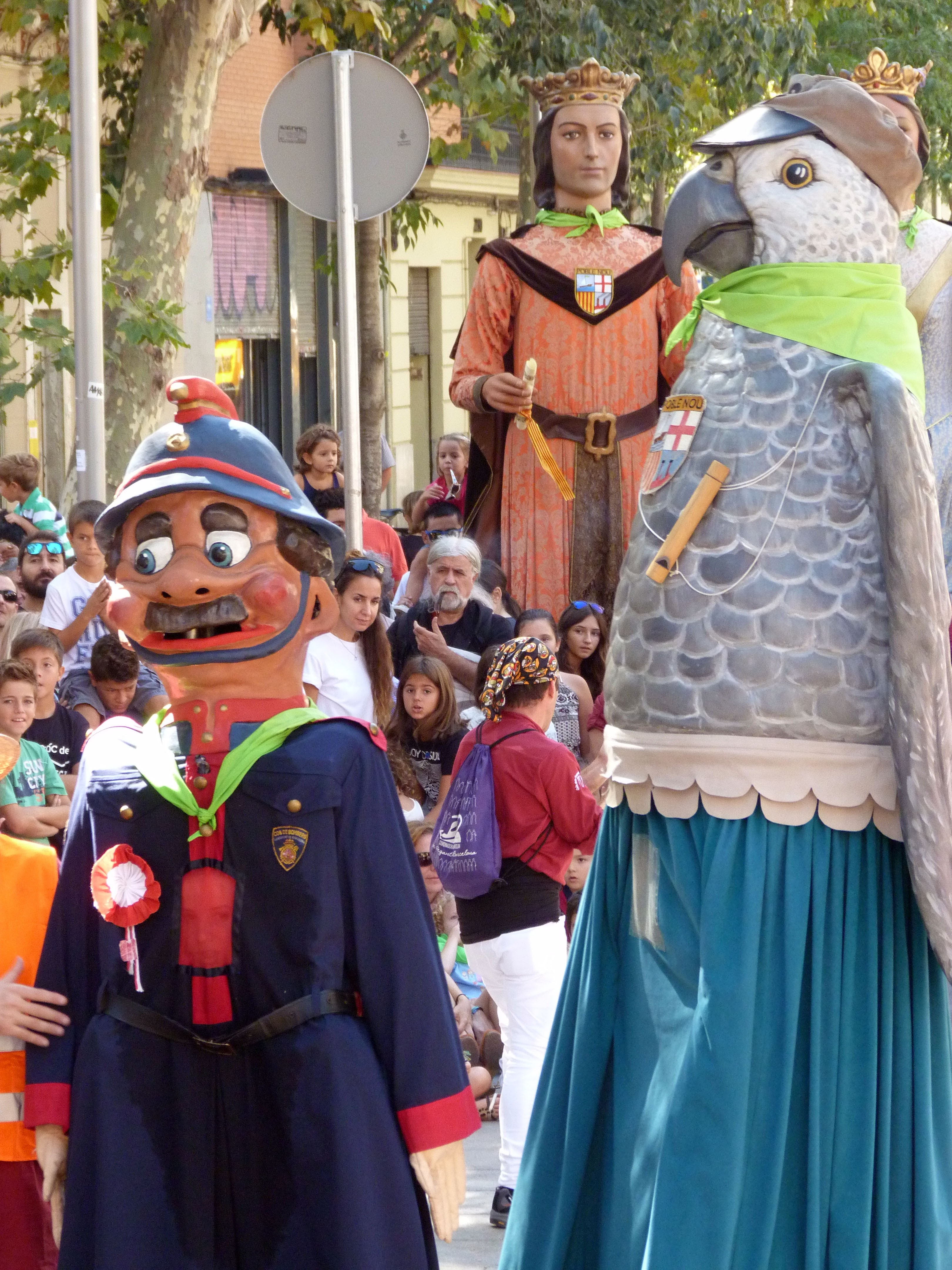
Loro del 36 y Xavier el Bomber en la Trobada de Gegants del Poblenou en 2015.

## El gegantó,''El Loro del 36''
En septiembre de 1996 se estrenó el nuevo gigante del barrio con motivo de la fiesta mayor, construido por Jordi Grau del Taller Drac Petit de Tarrasa . El gigante llamado Loro del 36 recuerda a la figura -hoy disecado- del loro que pertenecía a la licorera de la calle del Taulat, justo delante de donde estaba la parada del tranvía 36. El loro es una figura gris con la cola roja que lleva una gorra de plato de tranviario. [ hace falta cita ]
El loro de la licorera es protagonista de una historia bastante divertida. Dicen que aprendió a imitar el silbato de los jefes de línea y, por eso, el tranvía siempre salía de la estación antes de tiempo. El loro pesa alrededor de unos 25 Kg. [ hace falta cita ]
Los padrinos del Loro son el Reloj de la Barceloneta y los Gegantons Pinet y Pineta del grupo de San José de Calasanz. Los padrinos humanos fueron Julia Cahue de la Licorera y Manel Oller. 

## El gegantó,''Xavier el Bomber''
Xavier, el bombero de Pueblo Nuevo, fue bautizado en abril de 2012 en el cuartel de los Bomberos de la calle Castella, en Pueblo Nuevo y los bomberos son los padrinos.
Fue construido porque los niños quería tener un gigante. Este gigante, antes era un renacuajo que gustaba mucho a los niños y por eso, se decidió convertir en gigante. Su nombre fue elegido entre los más pequeños de la pandilla, y vigilad... por qué si ve fuego... rápidamente lo apagará. Pesa 15 kg.

## Cabezudos
La familia de la Colla la completan los cabezudos de procedencia incierta, pero básicamente son donaciones de entidades y de la gente del barrio. Al igual que Bernat y Maria, fueron bautizados en 1982 y sus nombres son el Sol de la Marbella, Baldiri el Pescador, Tomeu el Sereno, la señora Clotilde la chismosa del barrio, Manelic el campesino y Groucho Marx.